# Polismordet i Nyköping 2007
Polismordet i Nyköping 2007 skedde den 20 juni 2007 i Nyköping då den 32-årige polismannen Fredrik Widén sköts ihjäl i samband med ett handräckningsärende.

## Händelsen
Den 20 juni skulle polisen i Nyköping hämta en 55-årig man till en psykiatrisk klinik efter att han hotat rättspsykiatern Göran Fransson per brev. Den 55-årige mannen dömdes 1994 till tio års fängelse för dråp och dråpförsök efter att ha knivskurit tre personer på en restaurang.55-åringen skulle hämtas från en fastighet på Östra Kyrkogatan i centrala Nyköping. Uppdraget bedömdes som riskfyllt och därför deltog 10 polismän, däribland polismän från Strängnäs. Den 32-årige polismannen och hans kollega mötte 55-åringen i trapphuset, visade polislegitimation och förklarade sitt ärende men 55-åringen tog sig dock förbi de två polismännen och försvann ned i källaren. Den 32-årige polismannen hann ifatt mannen i källaren och försökte spruta pepparsprej på mannen. Av misstag träffades istället kollegan av sprejen och denne blev förblindad. Kollegan rörde sig då bakåt mot utgången och då sköt 55-åringen ihjäl den 32-årige polismannen med sju skott från ett vapen. Utanför fastigheten stod en 27-årig polisman från Strängnäs som fick se 55-åringen komma ut ur fastigheten. När polismannen följde efter 55-åringen vände sig denne om och sköt tre skott mot honom. Ett av skotten nuddade hans huvud, och ett annat gick igenom hans arm. En kvinna i närheten skadades av en rikoschett. Den 27-årige polismannen besvarade elden med sitt tjänstevapen men missade. Med hjälp av flera polismän kunde 55-åringen dock gripas.
Förundersökningen visade att flera misstag begåtts av polisen i samband med händelsen. Polisen tog inte hjälp av Piketenhet eller Nationella insatsstyrkan trots att man visste att 55-åringen var en av landets farligaste personer. Den 32-årige polismannen använde pepparsprejen så att kollegan fick den i ögonen. Nyköpingspolisen hade fått hjälp av poliser från Strängnäs men dessa kände inte sina kollegor till utseendet. När 55-åringen kom ut ur fastigheten trodde den 27-årige polismannen att det var hans 32-årige kollega från Nyköping och ingrep därför inte tillräckligt snabbt. Om inte 55-åringen skjutit slut på sin ammunition kunde även 27-åringen ha dödats. Vid gripandet använde poliserna en stor mängd pepparsprej mot mannen, men händelserna visade att mannen tillhör en liten grupp människor som inte reagerar på sprejen.

## Rättsprocessen
Den 55-årige mannen åtalades för mord, försök till mord, olaga hot samt grovt vapenbrott. Vid tingsrättsförhandlingarna som började i augusti 2007 erkände 55-åringen grovt vapenbrott samt att han skrivit ett brev till Fransson. I rätten biträddes mannen av advokat Peter Althin. Han menade att det inte fanns något hot i brevet. Vad gäller själva skottlossningen ansåg mannen att han handlat i nödvärn. Mannen förklarade vidare att han inte uppfattat att de poliser som skulle gripa honom presenterat sig som poliser eller att det rörde sig om polishandräckning. Han uppfattade situationen som att två okända män överföll honom. Det ledde till en paniksituation där han använde sitt vapen, varav sju skott träffade den 32-årige polismannen.
När förhandlingarna i tingsrätten avslutades yrkade åklagaren på livstids fängelse. Den 11 december 2007 dömde Nyköpings tingsrätt mannen till livstids fängelse. Tingsrätten bedömde att mannen inte led av någon allvarlig psykisk störning. I slutet av december 2007 överklagade 55-åringen livstidsdomen till Svea hovrätt, men i mars 2008 fastställde hovrätten livstidsdomen.